# خطوط كانتاس الجوية الرحلة 30
كانتاس الرحلة 30 هي رحلة طيران من لندن إلى ملبورن عبر هونغ كونغ في 25 يوليو 2008 تحمل علي متنها 346 راكبا و19 من أفراد الطاقم من طراز بوينغ 747-438 بقيادة الكابتن جون فرانسيس بارتيلز البالغ من العمر 58 عاما ذات خبرة طيران للشركة لمدة 35 عاما والمساعد أول بيرند ويرنينغوث البالغ من العمر 48 عاما ذات خبرة طيران للشركة لمدة 25 عاما ومهندس الرحلة بول تاباك البالغ من العمر 53 عاما ذات خبرة طيران للشركة لمدة 30 عاما وبعد 55 دقيقة من الأقلاع من هونغ كونغ أنفصل باب الشحن ممأ أدي إلى فقدان الضغط بشكل مفاجئ وهبطت الطائرة هبوطا أضطراريا في مطار نينوي أكوينو الدولي ونجا جميع الركاب والطاقم البالغ عددهم 365 شخصا.